# Benedetta
Benedetta (bra: Benedetta) é um filme de drama biográfico francês e neerlandês de 2021 dirigido e co-escrito por Paul Verhoeven. É estrelado por Virginie Efira como Benedetta Carlini, uma freira noviça no século 17 que ingressou em um convento italiano e teve um caso de amor lésbico com outra freira. O filme estreou no Festival de Cannes 2021 em competição para a Palma de Ouro.
No Brasil, foi lançado nos cinemas pela Imovision em 13 de janeiro de 2022. Antes do lançamento foi apresentado no Festival Mix Brasil 2021, e após a temporada de lançamento nos cinemas, foi lançado no Telecine.

## Elenco
- Virginie Efira - Benedetta Carlini
- Lambert Wilson - O Nuncio
- Daphne Patakia - Bartolomea
- Charlotte Rampling - O Abbess
- Olivier Rabourdin - Alfonso Cecchi
- Clotilde Courau - Midea Carlini
- David Clavel - Giuliano Carlini
- Hervé Pierre - Paolo Ricordati

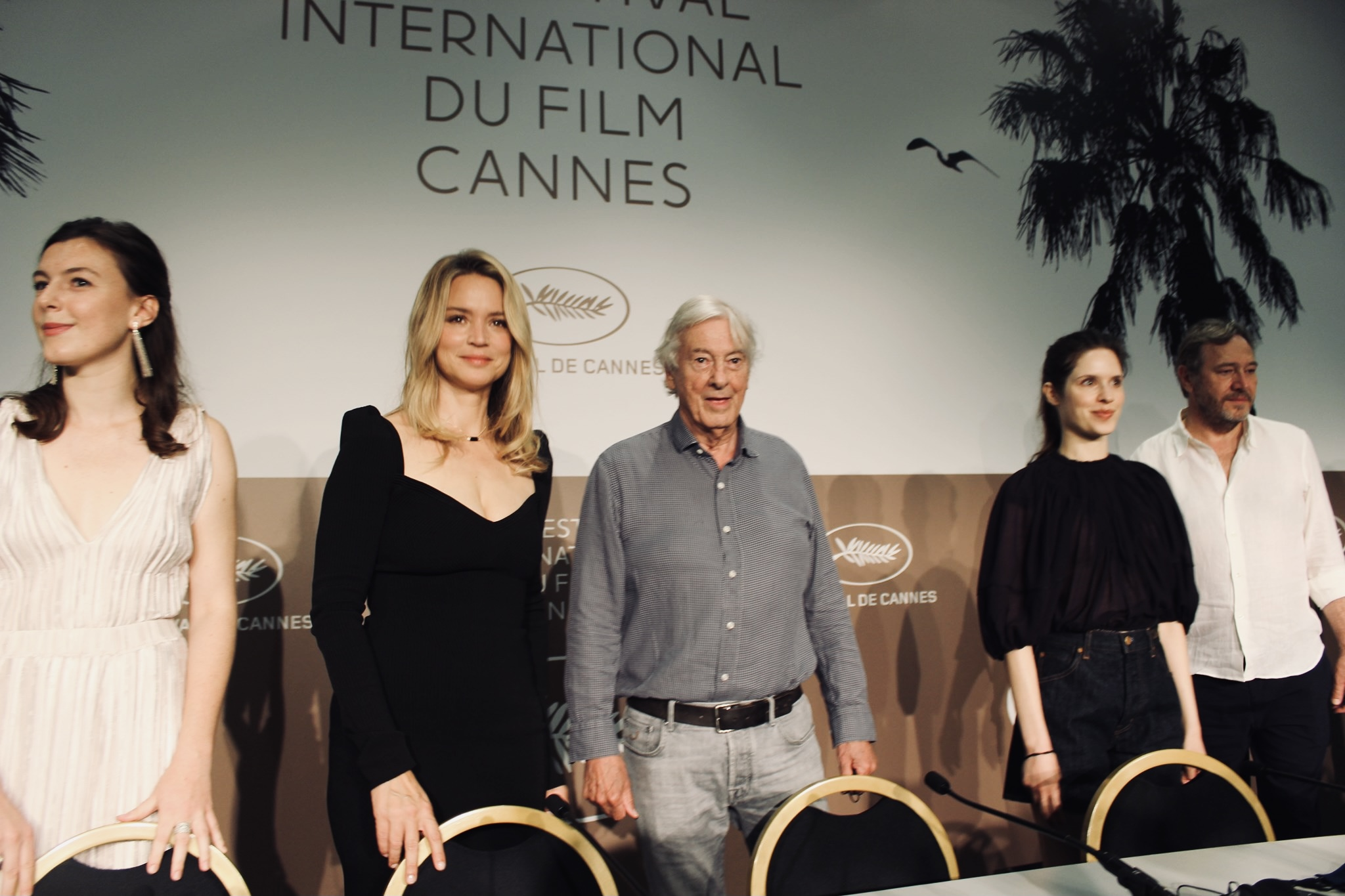
Elenco promovendo o filme no Festival de Cannes em 2021

- Louise Chevillotte - freira Christina
- Guilaine Londez - freira Jacopa
- Lauriane Riquet - freira Roasanna
- Nicolas Gaspar - capitão mercenário

## Recepção

### Crítica
Na França, o filme tem uma média de 3,5/5 no AlloCiné calculada a partir de 36 resenhas da imprensa. No site agregador de críticas Rotten Tomatoes, 84% das 200 resenhas dos críticos são positivas. O consenso do site diz: "Andando precariamente na corda bamba de vários gêneros e tons, Benedetta provoca questões salientes sobre a liberdade sexual e sua relação com a fé." O Metacritic, que usa uma média ponderada, atribuiu ao filme uma pontuação de 75 em 100, baseado em 38 críticos, indicando críticas "geralmente favoráveis".

### Proibição em Singapura
Benedetta teve a classificação negada pelo IMDA (conselho estatutário do Ministério de Comunicações e Informação de Singapura (MCI)) por retratos insensíveis da Igreja Católica, particularmente uma cena homossexual entre duas freiras. Isso efetivamente proibiu a distribuição do filme em Singapura.